# Darío Tempesta
Osvaldo Darío Tempesta (Berisso, Provincia de Buenos Aires, Argentina; 15 de febrero de 1960) es un exfutbolista y entrenador argentino de fútbol.

## Trayectoria
Nació en Berisso el 15 de febrero de 1960. La mayor parte de su carrera como futbolista la paso con Gimnasia La Plata donde llegó a disputar 108 encuenteos. En 1990 después de estar una temporada en Aldosivi aunucio su retiro a los 30 años.
Después de trabajar como coordinador en las bases juveniles de Gimnasia y Esgrima La Plata, comenzó su carrera como entrenador en 1997 dirigiendo a Cipolletti en la Primera B Nacional. Posteriormente estuvo a cargo de Gimnasia y Tiro, sufriendo el descenso en 2000.
Para la temporada 2000-01 estuvo a cargo de Olimpo de Bahía Blanca. Luego en 2003 fue nombrado al frente de Aldosivi para dirigirlo en el Torneo Argentino A, pero dimitió en febrero de 2004 tras alegar problemas personales.
En 2008 después de dos períodos diferentes en Guillermo Brown, fue nombrado entrenador de Patronato. Después fue nombrado responsable de Racing de Córdoba en febrero de 2010, pero se trasladó a Sportivo Desamparados en mayo del mismo año.
En 2011 asumió el control de Central Córdoba de Santiago de los Esteros, pero renunció en julio de ese año. Regresó a Brown en marzo de 2012, antes de mudarse a Douglas Haig en el mes de noviembre.
El 5 de marzo de 2013 fue contratado como entrenador de Alvarado; sin embargo en junio se hizo cargo de Juventud Unida, pero dimitió el 27 de octubre de 2014.
El 9 de enero de 2015 se nombró a Tempesta a cargo de San Martín de Tucumán, dimitió el 31 de mayo y posteriormente se trasladó a Uruguay para hacerse cargo de El Tanque Sisley de la Segunda División Profesional de Uruguay, donde salió campeón y obtuvo el ascenso a la Primera División Uruguaya.
El 3 de abril de 2017 se mudó a Ecuador para trabajar en Aucas. Después de lograr el ascenso de la Serie B de Ecuador a la Serie A se fue y fue designado a cargo de Liga de Portoviejo en junio de 2018, pero dejó el equipo en el mes de julio y regresó a Aucas el 2 de septiembre, siendo despedido en diciembre tras no clasificar a la Copa Sudamericana 2019. Luego pasó un año sin club antes de unirse al América de Quito en enero de 2020.
El 14 de junio de 2020 nuevamente regresó a Aucas para dirigirlo en la Serie A. Sin embargo el 14 de marzo de 2021, es despedido, por los resultados obtenidos en las primeras 4 fechas, en donde obtuvo únicamente 4 puntos.

## Clubes

### Como futbolista
| Club                           | País      | Año         |
| ------------------------------ | --------- | ----------- |
| Gimnasia y Esgrima de La Plata | Argentina | 1980 - 1988 |
| Aldosivi                       | Argentina | 1990        |

### Como entrenador
| Club                                   | País      | Año         |
| -------------------------------------- | --------- | ----------- |
| Cipolletti                             | Argentina | 1997 - 1999 |
| Gimnasia y Tiro de Salta               | Argentina | 1999 - 2000 |
| Olimpo                                 | Argentina | 2000 - 2001 |
| Aldosivi                               | Argentina | 2003 - 2004 |
| Guillermo Brown                        | Argentina | 2004 - 2007 |
| Patronato                              | Argentina | 2008 - 2010 |
| Racing de Córdoba                      | Argentina | 2010        |
| Sportivo Desamparados                  | Argentina | 2010 - 2011 |
| Central Córdoba de Santiago del Estero | Argentina | 2011        |
| Guillermo Brown                        | Argentina | 2012        |
| Douglas Haig                           | Argentina | 2012 - 2013 |
| Alvarado                               | Argentina | 2013        |
| Juventud Unida                         | Argentina | 2013 - 2014 |
| San Martín (Tucumán)                   | Argentina | 2015        |
| El Tanque Sisley                       | Uruguay   | 2016        |
| S.D. Aucas                             | Ecuador   | 2017        |
| Liga de Portoviejo                     | Ecuador   | 2018        |
| S.D. Aucas                             | Ecuador   | 2018        |
| América de Quito                       | Ecuador   | 2020        |
| S.D. Aucas                             | Ecuador   | 2020 - 2021 |

## Palmarés

### Como entrenador
| Título                                  | Club             | País    | Año  |
| --------------------------------------- | ---------------- | ------- | ---- |
| Segunda División Profesional de Uruguay | El Tanque Sisley | Uruguay | 2016 |

Otros logros:
| Título                                 | Club           | País      | Año         |
| -------------------------------------- | -------------- | --------- | ----------- |
| Subcampeón de la Primera B (Argentina) | Juventud Unida | Argentina | 2013 - 2014 |
| Subcampeón de la Serie B de Ecuador    | Aucas          | Ecuador   | 2017        |